# NGC 921
NGC 921 是鲸鱼座的一個星系。它在哈伯序列中屬於Sc。据估计它距离银河系3.05亿光年，其直径约12.5万光年。该天于1886年1月6日由奥蒙德·斯通发现。